# Cnemolia heyrowskyi
Cnemolia heyrowskyi är en skalbaggsart som beskrevs av Stefan von Breuning 1938. Cnemolia heyrowskyi ingår i släktet Cnemolia och familjen långhorningar. Inga underarter finns listade i Catalogue of Life.